# Strada statale 703 Tangenziale Est di Novara
La strada statale 703 Tangenziale Est di Novara (SS 703), già nuova strada ANAS 88 Tangenziale Est di Novara (NSA 88), è una strada statale italiana che permette di aggirare il centro abitato di Novara.

## Percorso

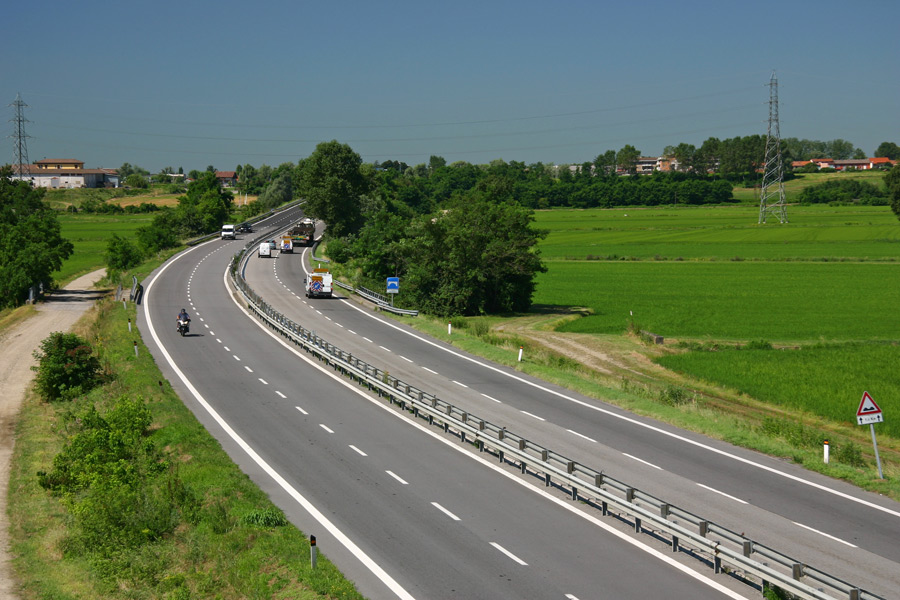
Un tratto della tangenziale

La strada ha inizio dalla strada statale 32 Ticinese a nord di Novara, in località Argine, e termina in corso Vercelli raccordandosi all'ex strada statale 11 Padana Superiore, a sud-ovest della città.
La tangenziale permette di evitare l'attraversamento della città collegandosi direttamente con lo svincolo di Novara Est dell'autostrada A4, la ex strada statale 11 Padana Superiore in direzione Milano e Vercelli, la ex strada statale 211 della Lomellina e la Strada statale 341 Gallaratese.
La tangenziale ha la struttura di una strada extraurbana principale con due corsie per senso di marcia e limite orario di 90 km/h. Inizialmente, nell'ultimo tratto completato (dall'intersezione con la ex strada statale 11 Padana Superiore fino al ponte sopra la ferrovia Novara-Alessandria) il limite era stato fissato a 110 km/h , dopo breve tempo ridotto a 90 km/h.
La progressiva chilometrica parte dal km 2,450 in località Argine: questo a causa del progetto che prevede il prolungamento dell'arteria fino all'innesto con la ex strada statale 229 del Lago d'Orta.

### Tabella percorso
| Tangenziale Est di Novara |        |                                                                                       |      |           |
| Tipo                      | Numero | Indicazione                                                                           | km   | Provincia |
|                           |        | Ticinese Novara - Arona - Lago Maggiore                                               | 2,5  | NO        |
|                           |        | Novara-Cameri Novara - Cameri                                                         | 4,6  | NO        |
|                           |        | Torino-Milano svincolo Novara Est Novara - Aeroporto di Milano-Malpensa - Gallaratese | 6,6  | NO        |
|                           |        | Gallaratese Novara - Galliate                                                         | 8,0  | NO        |
|                           |        | ex Padana Superiore Novara est                                                        | 9,4  | NO        |
|                           |        | ex Padana Superiore Trecate - Milano                                                  | 9,7  | NO        |
|                           |        | ex della Lomellina Novara - Mortara                                                   | 12,4 | NO        |
|                           |        | Novara-via Gorizia Torrion Quartara Villaggio Dalmazia                                | 14,2 | NO        |
|                           |        | Novara-via F. Generali Torrion Quartara                                               | 15,9 | NO        |
|                           |        | ex Padana Superiore Novara-Corso Vercelli - Vercelli                                  | 18,7 | NO        |

## Storia
La strada nacque con la necessità di un'infrastruttura che dirottasse parte del traffico (quello non diretto verso il centro della città) all'esterno del centro abitato di Novara.
Fu così negli anni ottanta ebbe inizio la costruzione dell'arteria, che avvenne per fasi. Il primo tratto, tra la strada statale 32 Ticinese e la SP 2 per Cameri venne inaugurato il 14 giugno 1983, seguito dal secondo tratto (tra la SP 2 e la ex strada statale 11 Padana Superiore ad est della città) aperto al traffico il 27 aprile 1985.
Nel corso degli anni novanta si decise il prolungamento della stessa, con la costruzione di un terzo lotto, compreso tra la ex SS 11 e la ex strada statale 211 della Lomellina che diventò operativo il 19 dicembre 1992.
L'ultimo tratto, che consente il raggiungimento della  strada statale 11 Padana Superiore in direzione ovest, è stato invece aperto al traffico il 5 giugno 2004.
Nel 2005 fu adotta la provvisoria classificazione di nuova strada ANAS 88 Tangenziale Est di Novara (NSA 88), fino alla definitiva classificazione avvenuta nel 2011 col seguente itinerario: "Innesto con la S.S. n. 32 presso Argine - Innesto con la  S.S. n. 11 presso Novara".